# NGC 4277
NGC 4277 је спирална галаксија у сазвежђу Девица која се налази на NGC листи објеката дубоког неба.
Деклинација објекта је + 5° 20' 31" а ректасцензија 12h 20m 3,6s. Привидна величина (магнитуда) објекта NGC 4277 износи 13,4 а фотографска магнитуда 14,3. NGC 4277 је још познат и под ознакама MCG 1-32-9, CGCG 42-29, VCC 386, NPM1G +05.0340, PGC 39759.